# Estadio Aukštaitija
El Estadio Aukštaitija es un estadio multiusos en Panevėžys, Lituania. Se utilizaba principalmente en los partidos de fútbol, que jugaba el FK Ekranas. El dueño del estadio es el ayuntamiento de Panevėžys. El estadio fue construido en 1965. Con una capacidad para 4000 espectadores. El estadio se llama Aukstaitija, por la región en la que se encuentra la ciudad lituana.
El Estadio Aukštaitija es el estadio en el que los jóvenes lituanos de la sub-21 jugaron en 1995 contra Croacia y Eslovenia,  en el 2000 contra Hungría, en el 2001 contra Rumania y en el 2003 contra Islandia.